# Chiesa di San Leopoldo (Monsummano Terme)
La Chiesa di San Leopoldo si trova a Cintolese, frazione del comune di Monsummano Terme, provincia di Pistoia. È sede della parrocchia appartenente alla diocesi di Pescia.

## Storia
L'area dove si trova la frazione di Cintolese fu interessata dalle opere di bonifica del granduca Pietro Leopoldo di Lorena, che restituirono numerosi terreni da destinare alle coltivazioni, con le relative case coloniche. A servizio dei nuovi insediamenti, fu eretta una cappella, dipendente dalla parrocchia di Montevettolini. Nel 1781 la cappella fu eretta in parrocchia, intitolata a San Leopoldo, in omaggio ai Lorena, che lo annoveravano tra gli antenati, e consacrata il 10 marzo 1788. La zona dove sorse la nuova chiesa prese il nome prima di Chiesa Nuova, poi di Cintolese, dal Rio Citeresi che scorreva nelle vicinanze dell’edificio. Nel 1953 la chiesa fu elevata ad arcipretura dal vescovo di Pescia Dino Luigi Romoli. Da segnalare all’interno l’altare maggiore in marmi policromi, un crocifisso del XVIII secolo ed il fonte battesimale in marmo bianco, del XVII secolo.

## Nuova chiesa di San Massimiliano Kolbe
La frazione di Cintolese ha conosciuto nel Secondo dopoguerra un notevole sviluppo industriale e demografico, di conseguenza è cresciuta la popolazione della parrocchia. La vecchia chiesa di San Leopoldo è risultata insufficiente ad accogliere i fedeli per cui nel 2007, sotto il ministero del vescovo di Pescia Giovanni De Vivo, è iniziato un percorso progettuale per la realizzazione di una nuova chiesa parrocchiale e di nuovi ambienti pastorali. Il progetto è stato affidato all'architetto Fabrizio Rossi Prodi di Bologna. La posa della prima pietra è stata effettuata nel 2017, due anni dopo è avvenuta l'apertura al culto per mano del vescovo Roberto Filippini.